# 430 TCN
Năm 430 TCN là một năm trong lịch Julius. 